# يو إف سي على إي إس بي إن: سانتوس ضد هيل
يو إف سي على إي إس بي إن: سانتوس ضد هيل (بالإنجليزية: UFC on ESPN: Santos vs. Hill)‏ (المعروف أيضًا باسم يو إف سي على إي إس بي إن 40 ويو إف سي فيغاس 59) هو حدث لفنون القتال المختلطة نظمته يو إف سي، وأُقيم في 6 أغسطس 2022، على يو إف سي أبيكس في إنتربرايز، نيفادا، وهي جزء من منطقة لاس فيغاس الحضرية، الولايات المتحدة.